# April 1990
Portal Geschichte | Portal Biografien | Aktuelle Ereignisse | Jahreskalender | Tagesartikel

◄ |
19. Jahrhundert |
20. Jahrhundert
| 21. Jahrhundert

◄ |
1960er |
1970er |
1980er |
1990er
| 2000er | 2010er | 2020er | ►

◄ |
1986 |
1987 |
1988 |
1989 |
1990
| 1991 | 1992 | 1993 | 1994 | ►

◄ |
Januar 1990 |
Februar 1990 |
März 1990 |
April 1990 |
Mai 1990 |
Juni 1990 |
Juli 1990 |
►
Dieser Artikel behandelt aktuelle Nachrichten und Ereignisse im April 1990.

## Tagesgeschehen

### Sonntag, 1. April 1990
- Bern/Schweiz: In einer Volksabstimmung lehnt die Mehrheit der Teilnehmer den Bundesbeschluss über den Rebbau ab, der zu einer Qualitätssteigerung der Schweizer Dessertweine führen und die Import-Begrenzung für ausländische Weine aufheben sollte. Abgelehnt werden ebenfalls ein Beschluss zur Rechtspflege, der die Belastung der obersten Gerichte mindern sollte, sowie vier Volksinitiativen, die sich gegen Straßenbauprojekte wandten beziehungsweise den Rückbau bestehender Straßen forderten.[1]

### Montag, 2. April 1990
- Berlin/Deutschland: Zwischen West- und Ost-Berlin nimmt ein postalischer Kurierdienst seine Arbeit auf, da immer mehr Dokumente über die innerstädtische Staatsgrenze transportiert werden müssen. Die Aufgabe übernimmt der Express Mail Service Datapost bei der Deutschen Bundes- sowie der Deutschen Post.[2]

### Dienstag, 3. April 1990
- Sofia/Bulgarien: Die Bulgarische Kommunistische Partei ändert ihren Namen in Bulgarische Sozialistische Partei (BSP). Das Parlament beschließt die Auflösung des Staatsrats, wählt dessen Vorsitzenden Petar Mladenow (BSP) zum alleinigen Staatsoberhaupt, verabschiedet die Streichung der Führungsrolle einer kommunistischen Partei aus der Verfassung und gewährt den Bürgern die freie Entscheidung, welcher politischen Partei sie sich anschließen.[3][4]

### Mittwoch, 4. April 1990
- Berlin/Deutschland: Die Arbeitsgruppe „Neue Verfassung der DDR“ des Zentralen Runden Tischs übergibt den Mitgliedern der Volkskammer ihren ausgearbeiteten Entwurf. Der erste Satz enthält den Willen „der Bürgerinnen und Bürger der Deutschen Demokratischen Republik“, im Verlauf des „Einigungsprozesses Europas“ die „staatliche Einheit des deutschen Volks“ zu schaffen. Damit deutet der Text die Auflösung des staatlichen Gebildes an, für das er gelten soll.[5]
- Brüssel/Belgien: Da es ein Gesetz zur Entkriminalisierung von Schwangerschaftsabbrüchen nicht unterzeichnen will, lässt sich das belgische Staatsoberhaupt König Baudouin vorläufig von der Föderalregierung für regierungsunfähig erklären, damit das Gesetz dennoch veröffentlicht werden kann.[6]
- Eisenstadt/Österreich: Die Kroatische Sprache wird als offizielle Amtssprache im Land Burgenland eingeführt. Rund jeder zwanzigste Landesbewohner gehört zur ethnischen Gruppe der Burgenlandkroaten.[7]

### Donnerstag, 5. April 1990
- Berlin/Deutschland: Auf der konstituierenden Sitzung der 10. Volkskammer schaffen deren Abgeordnete den Staatsrat der DDR ab, der seit 1960 de jure das kollektive Staatsoberhaupt der Republik verkörperte. Zur neuen Parlamentspräsidentin wählen die Abgeordneten Sabine Bergmann-Pohl von der CDU. Sie ist damit auch das neue und voraussichtlich letzte Staatsoberhaupt der DDR.[8]

### Freitag, 6. April 1990
- Amsterdam/Niederlande: Ein geistig verwirrter Mann bespritzt im Rijksmuseum das Gemälde Die Nachtwache des niederländischen Malers Rembrandt van Rijn mit Schwefelsäure. Das Sicherheitspersonal entfernt umgehend die schädliche Substanz. Als Resultat weist die linke Seite des Gemäldes einen weißen Fleck auf.[9]

### Samstag, 7. April 1990
- Skagerrak: Auf der Fahrt von Oslo nach Frederikshavn bricht auf der Fähre Scandinavian Star ein Brand aus, der 159 Menschenleben fordert.

### Sonntag, 8. April 1990

Logo der Nea Dimokratia

- Athen/Griechenland: Da sich nach den beiden letzten Wahlen keine Regierung bildete, wählen die Stimmberechtigten in Griechenland zum dritten Mal innerhalb von elf Monaten ein neues Parlament. Von 300 Sitzen im Parlament entfallen diesmal 150 auf die Nea Dimokratia, 123 auf die Panhellenische Sozialistische Bewegung und 19 auf Synaspismos, zudem werden vier Parteien mit jeweils einem Mandatsträger vertreten sein und es wird vier parteilose Abgeordnete geben.[10]
- Budapest/Ungarn: Die zweite Runde der ersten Wahl zum Parlament nach der Auflösung der Ungarischen Volksrepublik bestätigt hohe Verluste für die Sozialistische Partei, welche die Nachfolgerin der Sozialistischen Arbeiterpartei ist. Sie verliert anteilig 88 % der Wählerstimmen und landet bei rund 11 %. Als erfolgreichste Partei wird das Demokratische Forum unter Führung von József Antall rund 47 % der Abgeordneten stellen.[11]

### Montag, 9. April 1990
- Hamburg/Deutschland: Seit heute ist der hamburgische Teil des Wattenmeers an der Nordsee-Küste der Bundesrepublik als Nationalpark anerkannt. Damit steht das Wattenmeer von der niederländisch-deutschen bis zur dänisch-deutschen Grenze durchgehend unter strengem Schutz.[12]

### Mittwoch, 11. April 1990

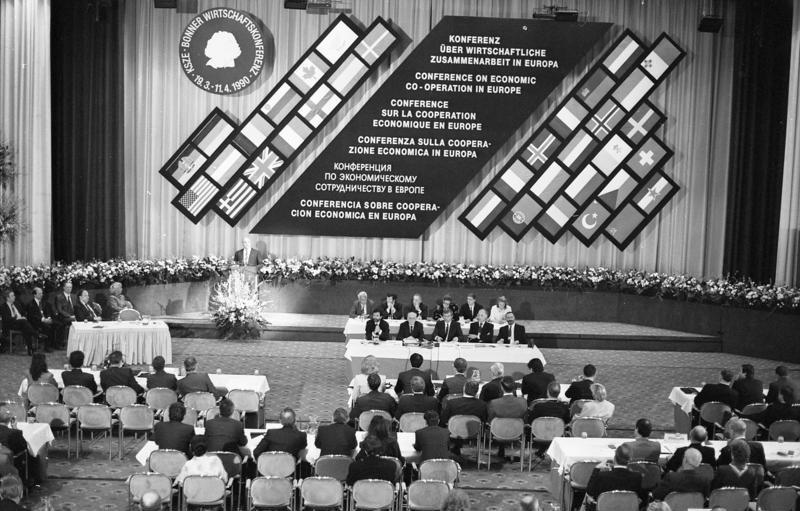
Wirtschaftskonferenz der KSZE-Staaten in Bonn

- Bonn/Deutschland: Im Schlussdokument der 1. Wirtschaftskonferenz der Unterzeichnerstaaten der Schlussakte der Konferenz über Sicherheit und Zusammenarbeit in Europa (KSZE) 1975 in Heksinki bekennen sich alle 35 Teilnehmerstaaten, darunter – außer Albanien – alle ehemalig beziehungsweise gegenwärtig sozialistischen Länder des Kontinents, zu freiem Unternehmertum, Rechtsstaatlichkeit, Demokratie und zum Wettstreit politischer Parteien.[13]

### Donnerstag, 12. April 1990
- Ost-Berlin/Deutsche Demokratische Republik: Die Volkskammer der DDR wählt mit 265 gegen 108 Stimmen Lothar de Maizière zum Ministerpräsidenten. Er steht einer Regierung der Großen Koalition vor, der die Christlich-Demokratische Union Deutschlands (CDU), die Deutsche Soziale Union (DSU), der Demokratische Aufbruch (DA), sowie die Sozialdemokratische Partei in der DDR, die DFP, LDP und die F.D.P. angehören. Zu den wichtigsten Zielen des am selben Tag unterzeichneten Koalitionsvertrages gehören die zügige Verwirklichung der Wirtschafts-, Währungs- und Sozialunion und die Schaffung der Voraussetzungen für den Beitritt der DDR zur Bundesrepublik nach Artikel 23 des Grundgesetzes.[14]

### Freitag, 20. April 1990
- Prag/Tschechoslowakei: In der Fortsetzung des Streits um einen Landesnamen, mit dem alle Politiker der Ethnien der Tschechen und Slowaken zufrieden sind, wird eine Verfassungsänderung zur Abschaffung des einen Monat zuvor eingeführten Namens „Československá federativní republika“ angenommen. Die neuen, zwar beide orthografisch falschen, aber gleichberechtigten Namen lauten ab dem 23. April „Česká a Slovenská Federativní Republika“ sowie „Česká a Slovenská Federatívna Republika“.[15]

### Sonntag, 22. April 1990

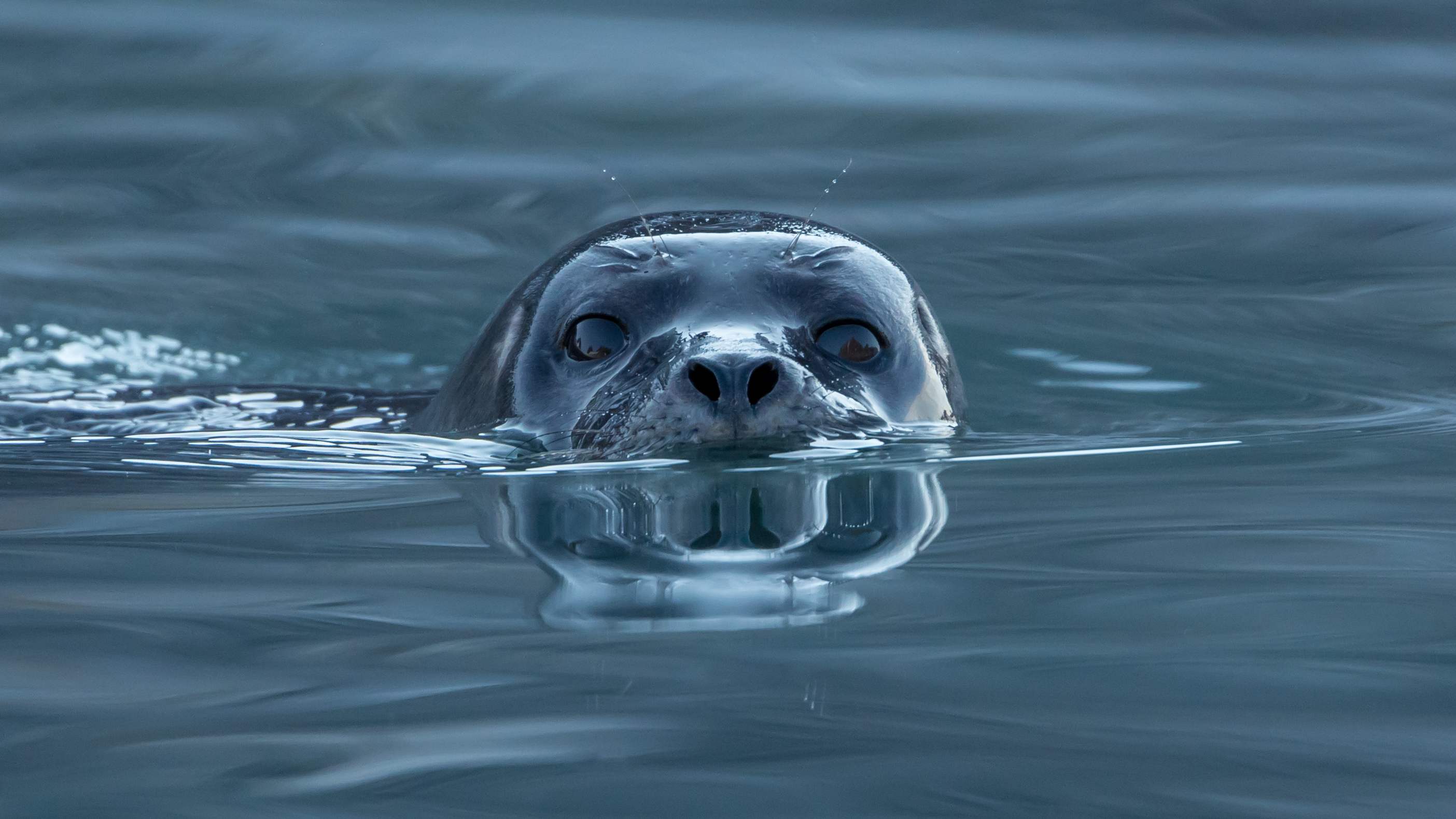
Der Seehund profitiert vom Artenschutz

- New York/Vereinigte Staaten: Der in den Vereinigten Staaten seit 1970 jeweils am 22. April gefeierte Tag der Erde wird mit Unterstützung der Vereinten Nationen erstmals als weltweiter Gedenktag begangen. Die größten Gefahren für die Umwelt sind Konsum, Erderwärmung und Wilderei.[16]

### Montag, 23. April 1990

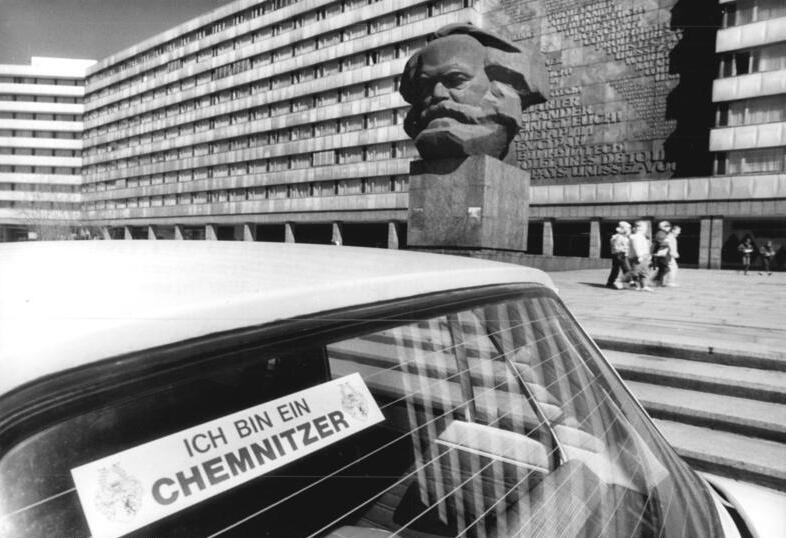
Karl-Marx-Stadt, DDR

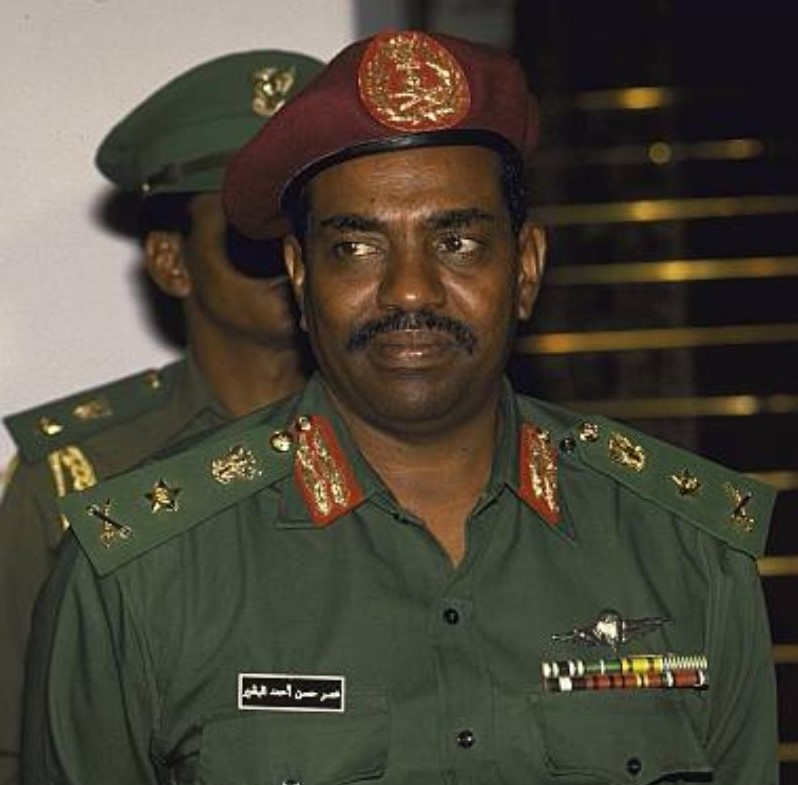
Umar al-Baschir

- Karl-Marx-Stadt/Deutschland: 76 % der stimmberechtigten Einwohner der Stadt votieren in einer Volksabstimmung für die Rückbenennung von Karl-Marx-Stadt in Chemnitz. 1953 verkündete Otto Grotewohl (SED), Ministerpräsident der DDR, die Umbenennung von Chemnitz in Karl-Marx-Stadt. Der Philosoph Karl Marx in Person lebte nie in der Stadt.[17]
- Khartum/Sudan: Der diktatorisch regierende islamistische Präsident des Sudan Umar al-Baschir berichtet im staatlichen Fernsehen, dass in der vergangenen Nacht ein Putschversuch gegen ihn vereitelt wurde. Ägyptische Medien melden Feuergefechte in der Hauptstadt. Als Urheber des Putschversuchs gelten zwei Generäle im Ruhestand, welche unter al-Baschirs Vorgänger dienten.[18]
- New York/Vereinigte Staaten: Die Vereinten Nationen nehmen Namibia als neues Mitglied auf.[19]

### Dienstag, 24. April 1990

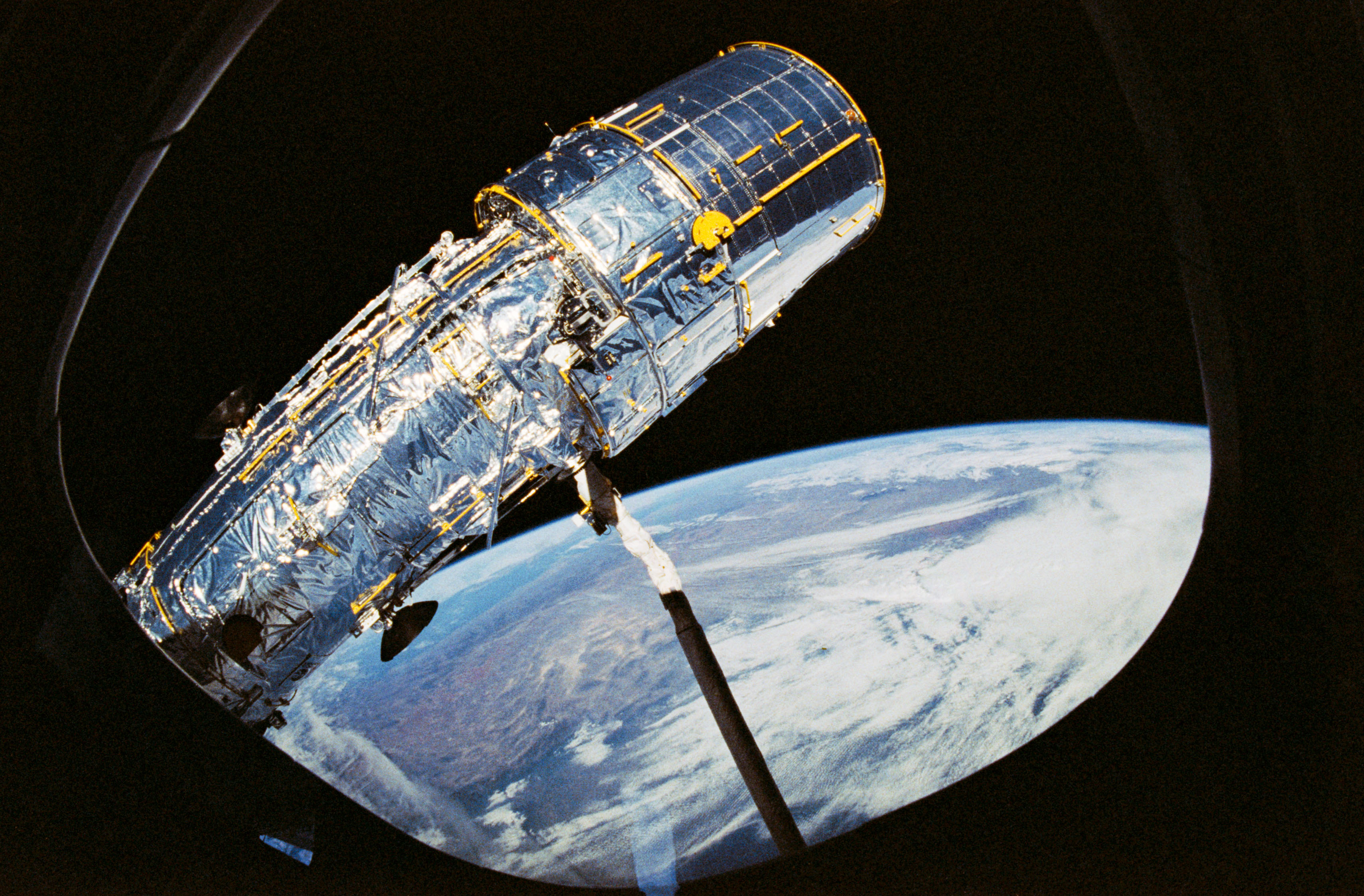
Das Hubble-Teleskop vor seiner Entkopplung im Orbit

- Cape Canaveral/Vereinigte Staaten: In der Mission STS-31 der Weltraumorganisation NASA startet die Raumfähre Discovery, um das Weltraumteleskop Hubble im Erdorbit auszusetzen.[20]

### Mittwoch, 25. April 1990
- Bern/Schweiz: Bundespräsident Arnold Koller (CVP) und Bundeskanzler Walter Buser (SP) schlagen dem Bundesrat zur „Kontrolle der Einwanderung von Ausländern […] in Zeiten steigender Asylbewerberzahlen“ die Schaffung eines Bundesamts für Flüchtlinge vor.[21]
- Köln/Deutschland: Eine in weiß gekleidete Frau mit weißen Rosen tritt in der Stadthalle Köln-Mülheim auf SPD-Politiker Oskar Lafontaine zu, der seinen Parteikollegen Johannes Rau im Wahlkampf zu den Landtagswahlen in Nordrhein-Westfalen am 13. Mai unterstützt. Sie bittet den Kanzlerkandidaten Lafontaine um ein Autogramm und sticht ihn im nächsten Augenblick mit einem Fleischermesser nieder. Der Politiker wird im Universitätsklinikum Köln erfolgreich notoperiert.[22]
- Managua/Nicaragua: Die Revolution der Sandinisten endet vorerst mit der Amtseinführung der anti-sandinistischen Politikerin Violeta Barrios de Chamorro (Unión Nacional Opositora) als Staatspräsidentin. Die Ermordung ihres Mannes Pedro war 1978 einer der wesentlichen Gründe für den Beginn der Revolution, doch bereits ein Jahr später wandte sich Violeta Barrios de Chamorro von der Übergangsregierung ab, zu der auch ihr jetziger Amtsvorgänger Daniel Ortega gehörte.[23]

### Donnerstag, 26. April 1990
- Qinghai/China: Bei einem Erdbeben der Stärke 6,7 MS im Nordosten des Hochlands von Tibet sterben mindestens 126 Menschen. Erdrutsche sorgen großräumig für Verwüstung.[24]

### Samstag, 28. April 1990
- Basel/Schweiz: Die Delegierten des Parteitags der Sozialdemokratischen Partei wählen den 38-jährigen Rechtsanwalt Peter Bodenmann zu ihrem neuen Parteipräsidenten. Er folgt auf Helmut Hubacher, der nach circa 15 Jahren an der Spitze der Partei sein Amt zur Verfügung stellte.[25]
- New York/Vereinigte Staaten: Die Aufführungsserie des Musicals A Chorus Line am Broadway endet nach 15 Jahren und 6.237 Vorstellungen. Es ist das Finale der historisch längsten Spielzeit eines Musicals am Broadway.[26]

## Weblinks

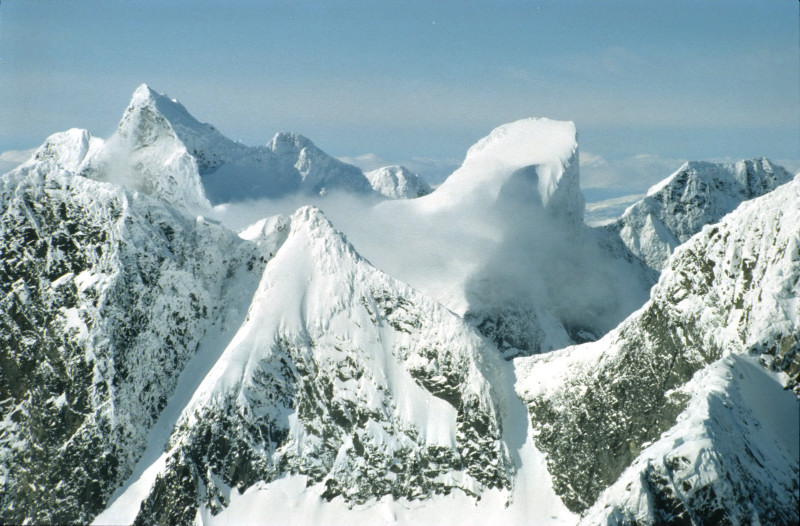
Norwegen im April 1990